# João Mário
Naval da Costa Eduardo est un nom portugais ; le premier nom de famille (d'usage facultatif) est Naval da Costa et le second est Eduardo.
Pour l’article homonyme, voir Mário João.
João Mário Naval da Costa Eduardo, couramment appelé João Mário, né le 19 janvier 1993 à Porto, est un footballeur international portugais qui évolue au poste de milieu de terrain au Beşiktaş JK.
Il est le frère cadet de l'international angolais, Wilson Eduardo.

## Biographie

### Carrière en club

#### Sporting Club de Portugal (2011-2016)
João Mário commence sa carrière professionnelle au Sporting Portugal, son club formateur.
Avec le Sporting, il inscrit cinq buts en championnat lors de la saison 2014-2015, puis six buts la saison suivante. Le 19 mars 2016, il est l'auteur d'un doublé lors de la réception du FC Arouca (victoire 5-1). Son équipe se classe deuxième du championnat en 2016.
Il participe avec le Sporting à la phase de groupe de la Ligue des champions en 2014 (six matchs joués). Il atteint ensuite les seizièmes de finale de la Ligue Europa en 2016. Malgré un but inscrit par João Mário face au Bayer Leverkusen, le Sporting ne parvient pas à se qualifier pour les huitièmes de finale.
Il remporte avec le Sporting la finale de la Coupe du Portugal en 2015, en s'imposant après prolongations face au Sporting Braga. Il remporte également la Supercoupe du Portugal en 2015, en battant le Benfica Lisbonne sur la plus petite des marges (0-1).

#### Inter Milan (2016-2021)
Après 12 ans passés au Sporting, il signe à l'Inter Milan, le 27 août 2016, pour un montant de 45 millions d'euros (+ cinq millions de bonus),.
Lors de sa première saison en Serie A avec l'Inter, il inscrit trois buts en championnat.
Il est prêté en janvier 2018 au club anglais de West Ham. Il inscrit avec cette équipe, deux buts en Premier League.
Le 6 octobre 2020, le retour à la case départ se confirme. Il est prêté une saison au Sporting Club de Portugal.

#### SL Benfica (2021-2025)
João Mário a rejoint Benfica le 13 juillet 2021 avec un contrat de cinq ans.
Le 4 septembre 2024, il est prêté au Beşiktaş JK jusqu'à la fin de la saison avec option d'achat.

### Carrière en équipe nationale

#### Sélections de jeunes
Avec les moins de 17 ans, il participe au championnat d'Europe des moins de 17 ans 2010 organisé au Liechtenstein. Lors de cette compétition, il joue trois matchs.
Avec les moins de 19 ans, il participe au championnat d'Europe des moins de 19 ans 2013 organisé en Lituanie. Lors de cette compétition, il officie comme capitaine et joue les trois matchs de son équipe. Il inscrit un but sur penalty face à l'Espagne.
La même année, il joue le Tournoi de Toulon, et la Coupe du monde des moins de 20 ans qui se déroule en Turquie. Lors du mondial, il joue quatre matchs, en officiant comme capitaine. Il fait honneur à son statut, en délivrant deux passes décisives en phase de poule, contre le Nigeria et la Corée du Sud. Le Portugal atteint les huitièmes de finales, en étant éliminé par le Ghana.
Mário reçoit sa première sélection avec les espoirs le 14 août 2013, en amical contre la Suisse. Il se met tout de suite en évidence, en inscrivant un but et en délivrant une passe décisive (victoire 5-2). Il dispute ensuite le championnat d'Europe espoirs 2015 organisé en Tchéquie. Lors de cette compétition, il inscrit le seul but de la rencontre face à l'Angleterre lors de la phase de poules. Il marque ensuite un second but face à l'Allemagne lors de la demi-finale, en délivrant également lors de cette rencontre une passe décisive. Le Portugal s'incline en finale contre la Suède, après une séance de tirs au but (Mário convertit le quatrième tir).

#### Sélection "A"
Il reçoit sa première sélection en équipe du Portugal le 11 octobre 2014, en amical contre l'équipe de France. Il entre en jeu sur le terrain au cours de la seconde mi-temps, en remplacement de son coéquipier Cristiano Ronaldo. Le Portugal est défait sur le score de deux buts à un.
Le 29 mars 2016, il délivre sa première passe décisive, en amical contre la Belgique (victoire 2-1). Deux mois plus tard, il délivre sa deuxième passe décisive, contre la Norvège (victoire 3-0). Par la suite, le 8 juin, il délivre deux autres passes décisives contre l'Estonie. Le Portugal s'impose alors sur le très large score de 7-0.
Mário participe ensuite quelques jours plus tard au championnat d'Europe 2016 organisée en France. Elémént clé de son équipe, il joue sept rencontres lors de ce tournoi. Il se met en évidence lors du dernier match de poule, en délivrant une passe décisive contre la Hongrie. Il porte le prestigieux numéro "10" de sa sélection au cours de ce tournoi. Le Portugal s'impose en finale contre l'équipe de France.
Le 10 octobre 2016, lors des éliminatoires du mondial 2018, il délivre deux passes décisives face aux Îles Féroé. Le Portugal s'impose largement sur le score de 0-6. Mário délivrera en 2017 deux autres passes décisives lors de ces éliminatoires, contre les Îles Féroé et la Suisse.
Le 10 novembre 2017, Mário marque son premier but en sélection contre l'Arabie saoudite en match amical (3-0). Par la suite, le 28 mai 2018, il inscrit son second but, en amical contre la Tunisie.
En juin 2018, il dispute la Coupe du monde qui se déroule en Russie. Lors de ce mondial, il joue quatre matchs. Le Portugal s'incline en huitièmes de finale face à l'Uruguay.
Le 10 novembre 2022, il est sélectionné par Fernando Santos pour participer à la Coupe du monde 2022.
Le 29 mai 2023, à seulement 30 ans, il annonce prendre sa retraite internationale. Il aura ainsi connu 56 sélections avec la Seleção et marqué 3 buts.

## Statistiques

### Statistiques détaillées
| Saison                | Club                    | Championnat           | Championnat | Championnat | Championnat | Coupe nationale | Coupe nationale | Coupe nationale | Coupe de la Ligue | Coupe de la Ligue | Coupe de la Ligue | Supercoupe | Supercoupe | Supercoupe | Compétition(s) continentale(s) | Compétition(s) continentale(s) | Compétition(s) continentale(s) | Compétition(s) continentale(s) | Portugal | Portugal | Portugal | Total | Total | Total |
| Saison                | Club                    | Division              | M.          | B.          | P.d.        | M.              | B.              | P.d.            | M.                | B.                | P.d.              | M.         | B.         | P.d.       | Comp.                          | M.                             | B.                             | P.d.                           | M.       | B.       | P.d.     | M.    | B.    | P.d.  |
| 2011-2012             | Sporting CP             | D1                    | 0           | 0           | 0           | -               | -               | -               | -                 | -                 | -                 | -          | -          | -          | C1                             | 1                              | 0                              | 0                              | -        | -        | -        | 1     | 0     | 0     |
| 2012-2013             | Sporting CP             | D1                    | 1           | 0           | 0           | -               | -               | -               | -                 | -                 | -                 | -          | -          | -          | -                              | -                              | -                              | -                              | -        | -        | -        | 1     | 0     | 0     |
| 2014-2015             | Sporting CP             | D1                    | 30          | 5           | 4           | 7               | 2               | 0               | -                 | -                 | -                 | -          | -          | -          | C1+C3                          | 6+2                            | 0                              | 1+0                            | 3        | 0        | 0        | 48    | 7     | 5     |
| 2015-2016             | Sporting CP             | D1                    | 33          | 6           | 10          | 2               | 0               | 0               | 2                 | 0                 | 0                 | 1          | 0          | 0          | C1+C3                          | 2+5                            | 0+1                            | 0+1                            | 15       | 0        | 5        | 60    | 7     | 16    |
| 2016-2017             | Sporting CP             | D1                    | 1           | 0           | 1           | -               | -               | -               | -                 | -                 | -                 | -          | -          | -          | -                              | -                              | -                              | -                              | -        | -        | -        | 1     | 0     | 1     |
| 2020-2021             | Sporting CP (prêt)      | D1                    | 28          | 2           | 1           | 2               | 0               | 0               | 3                 | 0                 | 0                 | -          | -          | -          | -                              | -                              | -                              | -                              | -        | -        | -        | 33    | 2     | 1     |
| Sous-total            | Sous-total              | Sous-total            | 93          | 13          | 16          | 11              | 2               | 0               | 5                 | 0                 | 0                 | 1          | 0          | 0          | -                              | 16                             | 1                              | 2                              | 18       | 0        | 5        | 144   | 16    | 23    |
| 2013-2014             | Vitória Setúbal (prêt)  | D1                    | 15          | 0           | 2           | -               | -               | -               | 1                 | 0                 | 0                 | -          | -          | -          | -                              | -                              | -                              | -                              | -        | -        | -        | 16    | 0     | 2     |
| 2016-2017             | Inter Milan             | Serie A               | 30          | 3           | 5           | 2               | 0               | 2               | -                 | -                 | -                 | -          | -          | -          | -                              | -                              | -                              | -                              | 7        | 0        | 2        | 39    | 3     | 9     |
| 2017-2018             | Inter Milan             | Serie A               | 14          | 0           | 3           | 1               | 0               | 0               | -                 | -                 | -                 | -          | -          | -          | -                              | -                              | -                              | -                              | 6        | 1        | 0        | 21    | 1     | 3     |
| 2018-2019             | Inter Milan             | Serie A               | 17          | 1           | 3           | 2               | 0               | 0               | -                 | -                 | -                 | -          | -          | -          | -                              | -                              | -                              | -                              | 3        | 0        | 0        | 22    | 1     | 3     |
| Sous-total            | Sous-total              | Sous-total            | 61          | 4           | 11          | 5               | 0               | 2               | -                 | -                 | -                 | -          | -          | -          | -                              | -                              | -                              | -                              | 16       | 1        | 2        | 82    | 5     | 15    |
| 2017-2018             | West Ham United (prêt)  | Premier League        | 13          | 2           | 1           | 1               | 0               | 0               | -                 | -                 | -                 | -          | -          | -          | -                              | -                              | -                              | -                              | 9        | 1        | 0        | 23    | 3     | 1     |
| 2019-2020             | Lokomotiv Moscou (prêt) | Premier-Liga          | 18          | 1           | 5           | -               | -               | -               | -                 | -                 | -                 | -          | -          | -          | C1                             | 4                              | 0                              | 1                              | 2        | 0        | 0        | 24    | 1     | 6     |
| 2021-2022             | SL Benfica              | D1                    | 28          | 3           | 5           | 2               | 0               | 0               | 3                 | 0                 | 0                 | -          | -          | -          | C1                             | 12                             | 1                              | 5                              | 5        | 0        | 2        | 50    | 4     | 12    |
| 2022-2023             | SL Benfica              | D1                    | 33          | 17          | 5           | 4               | 0               | 0               | -                 | -                 | -                 | -          | -          | -          | C1                             | 14                             | 6                              | 5                              | 6        | 0        | 0        | 57    | 23    | 10    |
| 2023-2024             | SL Benfica              | D1                    | 31          | 3           | 1           | 6               | 2               | 0               | 3                 | 1                 | 1                 | 1          | 0          | 0          | C1+C3                          | 5+5                            | 3+0                            | 0+0                            | -        | -        | -        | 51    | 9     | 2     |
| 2024-2025             | SL Benfica              | D1                    | 2           | 0           | 0           | -               | -               | -               | -                 | -                 | -                 | -          | -          | -          | C1                             | -                              | -                              | -                              | -        | -        | -        | 2     | 0     | 0     |
| Sous-total            | Sous-total              | Sous-total            | 94          | 23          | 10          | 12              | 2               | 0               | 6                 | 1                 | 1                 | 1          | 0          | 0          | -                              | 36                             | 8                              | 10                             | 11       | 0        | 2        | 160   | 34    | 23    |
| 2024-2025             | Besiktas JK (prêt)      | D1                    | 27          | 5           | 3           | 4               | 1               | 0               | -                 | -                 | -                 | -          | -          | -          | C3                             | 6                              | 0                              | 0                              | -        | -        | -        | 37    | 6     | 3     |
| 2025-2026             | Besiktas JK             | D1                    | 1           | 0           | 0           | 0               | 0               | 0               | -                 | -                 | -                 | -          | -          | -          | C3+C4                          | 2+2                            | 1+2                            | 0+1                            | -        | -        | -        | 5     | 3     | 1     |
| Sous-total            | Sous-total              | Sous-total            | 28          | 5           | 3           | 4               | 1               | 0               | 0                 | 0                 | 0                 | 0          | 0          | 0          | -                              | 10                             | 3                              | 1                              | 0        | 0        | 0        | 42    | 9     | 4     |
| Total sur la carrière | Total sur la carrière   | Total sur la carrière | 313         | 42          | 48          | 33              | 5               | 2               | 12                | 1                 | 1                 | 2          | 0          | 0          | -                              | 66                             | 13                             | 14                             | 56       | 2        | 8        | 482   | 63    | 73    |

### Buts internationaux
| Buts internationaux de João Mário | Buts internationaux de João Mário | Buts internationaux de João Mário | Buts internationaux de João Mário   | Buts internationaux de João Mário | Buts internationaux de João Mário | Buts internationaux de João Mário | Buts internationaux de João Mário |
| 0                                 | Sélection                         | Date                              | Lieu                                | Adversaire                        | Score                             | Résultats                         | Compétitions                      |
| --------------------------------- | --------------------------------- | --------------------------------- | ----------------------------------- | --------------------------------- | --------------------------------- | --------------------------------- | --------------------------------- |
| 1                                 | 30                                | 10 novembre 2017                  | Estádio do Fontelo, Viseu, Portugal | Arabie saoudite                   | 3-0                               | 3-0                               | Match amical                      |

## Palmarès

### En club
- Sporting CP
  - Champion du Portugal en 2021
  - Vice-champion du Portugal en 2016
  - Vainqueur de la Coupe du Portugal en 2015
  - Vainqueur de la Supercoupe du Portugal en 2015
  - Vainqueur de la Coupe de la Ligue portugaise en 2021

- Lokomotiv Moscou
  - Vainqueur de la Supercoupe de Russie en 2019

- Benfica Lisbonne
  - Champion du Portugal en 2023

### En sélection
Portugal
- Vainqueur du championnat d'Europe en 2016

 Portugal Espoirs
- Finaliste du championnat d'Europe espoirs en 2015